# Луњевица
Луњевица је насеље у Србији у општини Горњи Милановац у Моравичком округу. Према попису из 2022. било је 453 становника. Село је у северној подгорини планине Вујна.
Село је разбијеног типа и има неколико заселака, са свега 151 домаћинством. Кроз село пролази друм Горњи Милановац-Мрчајевци и ивицом западне стране села пролази Ибарска магистрала.
Овде се налазе Кућа народног хероја Тихомира Матијевића, Стари надгробни споменици у Луњевици (општина Горњи Милановац) и Надгробни споменик Рајку Петковићу у Луњевици (†1921).

## Историја
Село Луњевица први пут се помиње у турском попису 1476. године под именом Лесковица. Тада је имало 5 домова. Име је добило по лесковом дрвету - шуми којег било много у атару села. Што се тиче настанка имена Луњевица, постоје два предања. По првом, име је добило по птицама луња, које су у великом броју живеле на подручју овог села. На основу другог, име селу дали су досељеници из Велестова у Црној Гори.
Село је првобитно припадало општини Брусница. Село припада црквеној парохији манастира Вујан. Записа у селу има седам. Крстоноше су ишле на Белу Суботу.
Родом из Луњевица су били браћа Никола и Јоксим Карамарковићи. Никола, зет Карађорђев, био је војвода Црногорске кнежине, па командант ужичког града. Умро је у Хотину 1816. године. Јоксим је био најпре скелеџија, па је 1813. постао ужички војвода и погинуо исте године на Равњу.
Из села је и Никола Милићевић Луњевица, трговац, финансијер Првог и Другог српског устанка, ктитор манастира Вујан, побратим кнеза Милоша и деда краљице Драге Обреновић. Његова кућа саграђена је у 18. веку и налази се под заштитом државе. У њој је 1815. године одржан један од састанака за припрему Другог српског устанка. Прва школа отворена је 1807. године у његовој кући, и то као једна од првих у Србији. Године 1813. престала је да ради. Рад је наставила у новосаграђеној згради школе 1854. године. У овом селу рођен је и Панта Луњевица, Николин син, отац краљице Драге. Био је командант Шабачке нахије и управник града Београда.
Доласком Турака мештани су се иселили. Населило га је становништво из Црне Горе, Старог Влаха и ужичког краја.
У селу је подигнут споменик борцима из села који су погинули у рату од 1941 до 1944. године. Од 1949. у селу постоји сељачка радна задруга.
Западном страном села је до 1. децембра 1969, када је уклоњена због процене надлежних да није економски исплатива, постојала железничка пруга узаног колосека Београд - Горњи Милановац - Сарајево.
У ратовима у периоду од 1912. до 1918. године село је дало 118 ратника. Погинуло их је 39 а 79 је преживело.

## Географија
Луњевица се налази на јужној периферији вароши Горњи Милановац, на левој обали реке Деспотовица и падинама планине Вујан. Надморска висина је од 280 до 480 м, а површина је 1.392 ха. Удаљена је 22 километра од Чачка, 44 од Крагујевца и 122 од Београда.
Насеља која окружују Луњевицу су доста стара, осим Горњег Милановца који је основан тек 1853. године. Са североисточне стране налази се село Брусница, које се помиње још у 15. веку. Са запада се село граничи са Млаковцем, које је добило име по извору минералне и лековите воде. Са јужне стране Луњевице налази се насеље Прислоница које припада општини Чачак. Са југозападне стране испод Малог Вујна (745 метара) налази се манастир Вујан. Са источне стране је село Јабланица, са североисточне стране Грабовица, а северно од Луњевице на некадашњем „Дивљем пољу” налази се Горњи Милановац, а будући да се град проширио и на део Луњевице, један део села постао је предграђе.

## Клима
Клима је умереноконтинентална али са веома топлим летима и врло хладним зимама. Најхладнији месец је јануар са најнижом температуром од -20 °C, а најтоплији је јули када температура прелази 31 °C. Сунчано време у јуну траје 295 часова, а облачност је највећа у зимским месецима.

## Галерија
- Спомен-обележје
- Спомен-обележје

## Демографија
У пописима село је 1910. године имало 778 становника, 1921. године 622 , а 2002. године тај број је спао на 530.
У насељу Луњевица живи 407 пунолетних становника, а просечна старост становништва износи 42,1 година (40,8 код мушкараца и 43,4 код жена). У насељу има 165 домаћинстава, а просечан број чланова по домаћинству је 3,10.
Ово насеље је великим делом насељено Србима (према попису из 2002. године), а у последња три пописа, примећен је пад у броју становника.
|  |

| Демографија | Демографија | Демографија |
| Година      | Становника  | Становника  |
| ----------- | ----------- | ----------- |
| 1948.       | 823         |             |
| 1953.       | 815         |             |
| 1961.       | 925         |             |
| 1971.       | 684         |             |
| 1981.       | 555         |             |
| 1991.       | 541         | 535         |
| 2002.       | 512         | 524         |
| 2011.       | 498         |             |

| Етнички састав према попису из 2002.‍ | Етнички састав према попису из 2002.‍ | Етнички састав према попису из 2002.‍ | Етнички састав према попису из 2002.‍ | Етнички састав према попису из 2002.‍ |
| ------------------------------------ | ------------------------------------ | ------------------------------------ | ------------------------------------ | ------------------------------------ |
|                                      |                                      |                                      |                                      |                                      |
| Срби                                 | Срби                                 |                                      | 511                                  | 99,80%                               |
| Румуни                               | Румуни                               |                                      | 1                                    | 0,19%                                |
| непознато                            | непознато                            |                                      | 0                                    | 0,0%                                 |

| Година пописа     | 1948. | 1953. | 1961. | 1971. | 1981. | 1991. | 2002. |
| ----------------- | ----- | ----- | ----- | ----- | ----- | ----- | ----- |
| Број домаћинстава | 157   | 177   | 242   | 180   | 172   | 166   | 165   |

| Број чланова      | 1  | 2  | 3  | 4  | 5  | 6  | 7 | 8 | 9 | 10 и више | Просек |
| ----------------- | -- | -- | -- | -- | -- | -- | - | - | - | --------- | ------ |
| Број домаћинстава | 27 | 48 | 28 | 29 | 16 | 12 | 4 | 0 | 1 | 0         | 3,10   |

| Пол    | Укупно | Неожењен/Неудата | Ожењен/Удата | Удовац/Удовица | Разведен/Разведена | Непознато |
| ------ | ------ | ---------------- | ------------ | -------------- | ------------------ | --------- |
| Мушки  | 208    | 58               | 138          | 10             | 2                  | 0         |
| Женски | 217    | 30               | 140          | 38             | 9                  | 0         |
| УКУПНО | 425    | 88               | 278          | 48             | 11                 | 0         |

| Пол    | Укупно                    | Пољопривреда, лов и шумарство | Рибарство                            | Вађење руде и камена | Прерађивачка индустрија       |
| ------ | ------------------------- | ----------------------------- | ------------------------------------ | -------------------- | ----------------------------- |
| Мушки  | 112                       | 15                            | 0                                    | 1                    | 50                            |
| Женски | 78                        | 16                            | 0                                    | 0                    | 52                            |
| УКУПНО | 190                       | 31                            | 0                                    | 1                    | 102                           |
| Пол    | Производња и снабдевање   | Грађевинарство                | Трговина                             | Хотели и ресторани   | Саобраћај, складиштење и везе |
| Мушки  | 2                         | 9                             | 7                                    | 4                    | 14                            |
| Женски | 0                         | 0                             | 3                                    | 1                    | 0                             |
| УКУПНО | 2                         | 9                             | 10                                   | 5                    | 14                            |
| Пол    | Финансијско посредовање   | Некретнине                    | Државна управа и одбрана             | Образовање           | Здравствени и социјални рад   |
| Мушки  | 0                         | 1                             | 6                                    | 2                    | 0                             |
| Женски | 0                         | 0                             | 0                                    | 3                    | 3                             |
| УКУПНО | 0                         | 1                             | 6                                    | 5                    | 3                             |
| Пол    | Остале услужне активности | Приватна домаћинства          | Екстериторијалне организације и тела | Непознато            | Непознато                     |
| Мушки  | 0                         | 0                             | 0                                    | 1                    | 1                             |
| Женски | 0                         | 0                             | 0                                    | 0                    | 0                             |
| УКУПНО | 0                         | 0                             | 0                                    | 1                    | 1                             |